# Copa Bicentenario 2019
La Copa Bicentenario 2019 fue la nueva versión de torneo de Copa Nacional, organizada por la Federación Peruana de Fútbol a través de la Comisión Organizadora de Competiciones. Cuenta con la participación de los equipos de fútbol profesional del Perú, que para esta temporada son 30: 18 de la Liga 1 y 12 de la Liga 2.
El torneo empezó el 21 de junio y terminó el 7 de noviembre de 2019. Atlético Grau de la Liga 2 se consagró campeón en el año de su centenario, derrotando en la final a (único encuentro) por penales al Sport Huancayo, disputado en el Estadio Miguel Grau. Clasificando de esta forma a la Copa Sudamericana 2020 y a la Supercopa Peruana 2020.

## Calendario y formato
| Fase             | Fechas                            | Clubes  | Detalles del formato |
| ---------------- | --------------------------------- | ------- | --- |
| Fase de grupos   | 21 de junio al 8 de julio         | 30 → 16 | Participantes: Clubes de la Liga 1 y la Liga 2. Formato del sorteo: Los equipos se sortearon en ocho grupos (seis grupos de 4 equipos y dos, de 3 equipos), 3 ubicados por cercanía geográfica más un equipo de la zona metropolitana. Formato de la fase: En cada grupo, los equipos se enfrentaron entre sí mediante el sistema de todos contra todos una vez. Equipo local: Fecha 1, los equipos con 4.° y 3.° ranking. Fecha 2, los equipos con 2.° y 4.° ranking. Fecha 3, los equipos con 3.° y 1.° ranking. Clasificación: Los dos primeros de cada grupo clasifican a octavos de final. |
| Octavos de final | 10 al 12 de agosto                | 16 → 8  | Cuadro de desarrollo: Los primeros se enfrentarán a los segundos y se definen los cruces de las siguientes fases. Formato de las eliminatorias: a partido único. Equipo local: El equipo de menor ranking. |
| Cuartos de final | 3 al 5 septiembre                 | 8 → 4   | Formato de las eliminatorias: a partido único. Equipo local: El equipo de menor ranking. |
| Semifinales      | 25 de septiembre al 17 de octubre | 4 → 2   | Formato de las eliminatorias: series a doble partido. Equipo local en la ida: El equipo de menor ranking. |
| Final            | 7 de noviembre                    | 2 → 1   | Formato de la eliminatoria: a partido único. Sede: estadio neutral, a ser designado por la FPF. Clasificación: el ganador será el campeón de la copa y clasifica a la Copa Sudamericana 2020. |

- Las eliminatorias a doble partido, se rigen por la regla del gol de visitante.
- Al haber 7 equipos participantes de Lima, el octavo grupo se completa con un equipo de la selva como agregado.

## Participantes
Disputan la Copa Bicentenario 2019, habiendo sellado su presencia en función de su clasificación en las dos primeras categorías del sistema de ligas en la temporada 2018, y partiendo de determinadas rondas según su categoría en la correspondiente campaña, los siguientes equipos: los dieciocho equipos participantes de la Liga 1 y los doce de la Liga 2.
| Liga 1 | Liga 1 |
| --- | --- |
| - Binacional (1) - Sporting Cristal (2) - Deportivo Municipal (3) - Real Garcilaso (4) - Universidad César Vallejo (5) - Alianza Lima (6) - Cantolao (7) - Universitario de Deportes (8) - UTC (9) | - Ayacucho (10) - Alianza Universidad (11) - Sport Huancayo (12) - Melgar (13) - Carlos A. Mannucci (14) - Unión Comercio (15) - Universidad San Martín (16) - Pirata (17) - Sport Boys (18) |

| Liga 2 | Liga 2 |
| --- | --- |
| - Comerciantes Unidos (19) - Cienciano (20) - Unión Huaral (21) - Juan Aurich (22) - Alianza Atlético (23) - Atlético Grau (24) | - Deportivo Coopsol (25) - Cultural Santa Rosa (26) - Los Caimanes (27) - Sport Victoria (28) - Sport Loreto (29) - Santos (30) |

- Nota: Entre paréntesis, la posición que ocupa cada equipo en el ranking de la Liga Profesional.

| Departamento de Lima                | 7 | Alianza Lima, Deportivo Municipal, Sporting Cristal, Univ. San Martín, Deportivo Coopsol, Unión Huaral y Universitario de Deportes | Alianza Lima · Municipal · Cristal · USMP · Universitario de Deportes UTC Juan Aurich · Caimanes · Pirata FC Mannucci · UCV Melgar Binacional Ayacucho FC Alianza Universidad Cienciano · Garcilaso Sport Huancayo Unión Comercio Cantolao · Sport Boys Coopsol Unión Huaral Comerciantes Unidos Santos FC Sport Victoria Santa Rosa Sport Loreto Alianza Atlético Grau |
| Departamento de Lambayeque          | 3 | Juan Aurich, Los Caimanes y Pirata                                                                                                 | Alianza Lima · Municipal · Cristal · USMP · Universitario de Deportes UTC Juan Aurich · Caimanes · Pirata FC Mannucci · UCV Melgar Binacional Ayacucho FC Alianza Universidad Cienciano · Garcilaso Sport Huancayo Unión Comercio Cantolao · Sport Boys Coopsol Unión Huaral Comerciantes Unidos Santos FC Sport Victoria Santa Rosa Sport Loreto Alianza Atlético Grau |
| Provincia constitucional del Callao | 2 | Cantolao y Sport Boys | Alianza Lima · Municipal · Cristal · USMP · Universitario de Deportes UTC Juan Aurich · Caimanes · Pirata FC Mannucci · UCV Melgar Binacional Ayacucho FC Alianza Universidad Cienciano · Garcilaso Sport Huancayo Unión Comercio Cantolao · Sport Boys Coopsol Unión Huaral Comerciantes Unidos Santos FC Sport Victoria Santa Rosa Sport Loreto Alianza Atlético Grau |
| Departamento de Cajamarca           | 2 | Comerciantes Unidos y UTC | Alianza Lima · Municipal · Cristal · USMP · Universitario de Deportes UTC Juan Aurich · Caimanes · Pirata FC Mannucci · UCV Melgar Binacional Ayacucho FC Alianza Universidad Cienciano · Garcilaso Sport Huancayo Unión Comercio Cantolao · Sport Boys Coopsol Unión Huaral Comerciantes Unidos Santos FC Sport Victoria Santa Rosa Sport Loreto Alianza Atlético Grau |
| Departamento de Cusco               | 2 | Cienciano y Real Garcilaso | Alianza Lima · Municipal · Cristal · USMP · Universitario de Deportes UTC Juan Aurich · Caimanes · Pirata FC Mannucci · UCV Melgar Binacional Ayacucho FC Alianza Universidad Cienciano · Garcilaso Sport Huancayo Unión Comercio Cantolao · Sport Boys Coopsol Unión Huaral Comerciantes Unidos Santos FC Sport Victoria Santa Rosa Sport Loreto Alianza Atlético Grau |
| Departamento de Ica                 | 2 | Santos y Sport Victoria | Alianza Lima · Municipal · Cristal · USMP · Universitario de Deportes UTC Juan Aurich · Caimanes · Pirata FC Mannucci · UCV Melgar Binacional Ayacucho FC Alianza Universidad Cienciano · Garcilaso Sport Huancayo Unión Comercio Cantolao · Sport Boys Coopsol Unión Huaral Comerciantes Unidos Santos FC Sport Victoria Santa Rosa Sport Loreto Alianza Atlético Grau |
| Departamento de La Libertad         | 2 | Carlos A. Mannucci y Univ. César Vallejo                                                                                           | Alianza Lima · Municipal · Cristal · USMP · Universitario de Deportes UTC Juan Aurich · Caimanes · Pirata FC Mannucci · UCV Melgar Binacional Ayacucho FC Alianza Universidad Cienciano · Garcilaso Sport Huancayo Unión Comercio Cantolao · Sport Boys Coopsol Unión Huaral Comerciantes Unidos Santos FC Sport Victoria Santa Rosa Sport Loreto Alianza Atlético Grau |
| Departamento de Piura               | 2 | Alianza Atlético y Atlético Grau                                                                                                   | Alianza Lima · Municipal · Cristal · USMP · Universitario de Deportes UTC Juan Aurich · Caimanes · Pirata FC Mannucci · UCV Melgar Binacional Ayacucho FC Alianza Universidad Cienciano · Garcilaso Sport Huancayo Unión Comercio Cantolao · Sport Boys Coopsol Unión Huaral Comerciantes Unidos Santos FC Sport Victoria Santa Rosa Sport Loreto Alianza Atlético Grau |
| Departamento de Apurímac            | 1 | Cultural Santa Rosa | Alianza Lima · Municipal · Cristal · USMP · Universitario de Deportes UTC Juan Aurich · Caimanes · Pirata FC Mannucci · UCV Melgar Binacional Ayacucho FC Alianza Universidad Cienciano · Garcilaso Sport Huancayo Unión Comercio Cantolao · Sport Boys Coopsol Unión Huaral Comerciantes Unidos Santos FC Sport Victoria Santa Rosa Sport Loreto Alianza Atlético Grau |
| Departamento de Arequipa            | 1 | Melgar | Alianza Lima · Municipal · Cristal · USMP · Universitario de Deportes UTC Juan Aurich · Caimanes · Pirata FC Mannucci · UCV Melgar Binacional Ayacucho FC Alianza Universidad Cienciano · Garcilaso Sport Huancayo Unión Comercio Cantolao · Sport Boys Coopsol Unión Huaral Comerciantes Unidos Santos FC Sport Victoria Santa Rosa Sport Loreto Alianza Atlético Grau |
| Departamento de Ayacucho            | 1 | Ayacucho | Alianza Lima · Municipal · Cristal · USMP · Universitario de Deportes UTC Juan Aurich · Caimanes · Pirata FC Mannucci · UCV Melgar Binacional Ayacucho FC Alianza Universidad Cienciano · Garcilaso Sport Huancayo Unión Comercio Cantolao · Sport Boys Coopsol Unión Huaral Comerciantes Unidos Santos FC Sport Victoria Santa Rosa Sport Loreto Alianza Atlético Grau |
| Departamento de Huánuco             | 1 | Alianza Universidad | Alianza Lima · Municipal · Cristal · USMP · Universitario de Deportes UTC Juan Aurich · Caimanes · Pirata FC Mannucci · UCV Melgar Binacional Ayacucho FC Alianza Universidad Cienciano · Garcilaso Sport Huancayo Unión Comercio Cantolao · Sport Boys Coopsol Unión Huaral Comerciantes Unidos Santos FC Sport Victoria Santa Rosa Sport Loreto Alianza Atlético Grau |
| Departamento de Junín               | 1 | Sport Huancayo | Alianza Lima · Municipal · Cristal · USMP · Universitario de Deportes UTC Juan Aurich · Caimanes · Pirata FC Mannucci · UCV Melgar Binacional Ayacucho FC Alianza Universidad Cienciano · Garcilaso Sport Huancayo Unión Comercio Cantolao · Sport Boys Coopsol Unión Huaral Comerciantes Unidos Santos FC Sport Victoria Santa Rosa Sport Loreto Alianza Atlético Grau |
| Departamento de Puno                | 1 | Binacional | Alianza Lima · Municipal · Cristal · USMP · Universitario de Deportes UTC Juan Aurich · Caimanes · Pirata FC Mannucci · UCV Melgar Binacional Ayacucho FC Alianza Universidad Cienciano · Garcilaso Sport Huancayo Unión Comercio Cantolao · Sport Boys Coopsol Unión Huaral Comerciantes Unidos Santos FC Sport Victoria Santa Rosa Sport Loreto Alianza Atlético Grau |
| Departamento de San Martín          | 1 | Unión Comercio | Alianza Lima · Municipal · Cristal · USMP · Universitario de Deportes UTC Juan Aurich · Caimanes · Pirata FC Mannucci · UCV Melgar Binacional Ayacucho FC Alianza Universidad Cienciano · Garcilaso Sport Huancayo Unión Comercio Cantolao · Sport Boys Coopsol Unión Huaral Comerciantes Unidos Santos FC Sport Victoria Santa Rosa Sport Loreto Alianza Atlético Grau |
| Departamento de Ucayali             | 1 | Sport Loreto | Alianza Lima · Municipal · Cristal · USMP · Universitario de Deportes UTC Juan Aurich · Caimanes · Pirata FC Mannucci · UCV Melgar Binacional Ayacucho FC Alianza Universidad Cienciano · Garcilaso Sport Huancayo Unión Comercio Cantolao · Sport Boys Coopsol Unión Huaral Comerciantes Unidos Santos FC Sport Victoria Santa Rosa Sport Loreto Alianza Atlético Grau |

## Fase de grupos
En esta fase, los 30 equipos participantes se dividen en ocho grupos. Los dos primeros de cada grupo avanzan a los octavos de final.
Los criterios de clasificación son los siguientes:
1. Puntos obtenidos.
2. Diferencia de goles.
3. Mayor cantidad de goles marcados.
4. Menor cantidad de goles en contra.
5. Resultado particular entre los equipos.
6. Fair play.

|  | Equipos clasificados a los octavos de final. |
|  | Equipos eliminados de la competición.        |

### Grupo A
| Equipo              | PJ | PG | PE | PP | GF | GC | Dif. | Pts. |
| ------------------- | -- | -- | -- | -- | -- | -- | ---- | ---- |
| Sporting Cristal    | 3  | 2  | 1  | 0  | 6  | 2  | +4   | 7    |
| Atlético Grau       | 3  | 1  | 1  | 1  | 4  | 4  | 0    | 4    |
| Univ. César Vallejo | 3  | 1  | 1  | 1  | 4  | 4  | 0    | 4    |
| Alianza Atlético    | 3  | 0  | 1  | 2  | 2  | 6  | -4   | 1    |

| Atlético Grau       | 2 – 0 | Univ. César Vallejo | Municipal de Bernal | 22 de junio | 11:30 |
| Alianza Atlético    | 0 – 2 | Sporting Cristal    | Campeones del 36    | 23 de junio | 11:30 |
| Univ. César Vallejo | 3 – 1 | Alianza Atlético    | Mansiche            | 29 de junio | 17:45 |
| Atlético Grau       | 1 – 3 | Sporting Cristal    | Municipal de Bernal | 30 de junio | 13:15 |
| Sporting Cristal    | 1 – 1 | Univ. César Vallejo | Alberto Gallardo    | 6 de julio  | 11:15 |
| Alianza Atlético    | 1 – 1 | Atlético Grau       | Campeones del 36    | 7 de julio  | 12:00 |

### Grupo B
| Equipo              | PJ | PG | PE | PP | GF | GC | Dif. | Pts. |
| ------------------- | -- | -- | -- | -- | -- | -- | ---- | ---- |
| UTC                 | 2  | 2  | 0  | 0  | 2  | 0  | +2   | 6    |
| Sport Boys          | 2  | 0  | 1  | 1  | 0  | 1  | -1   | 1    |
| Comerciantes Unidos | 2  | 0  | 1  | 1  | 0  | 1  | -1   | 1    |

| Comerciantes Unidos | 0 – 1 | UTC                 | Héroes de San Ramón | 23 de junio | 15:30 |
| Sport Boys          | 0 – 0 | Comerciantes Unidos | Miguel Grau         | 28 de junio | 20:00 |
| UTC                 | 1 – 0 | Sport Boys          | Héroes de San Ramón | 5 de julio  | 15:30 |

### Grupo C
| Equipo                    | PJ | PG | PE | PP | GF | GC | Dif. | Pts. |
| ------------------------- | -- | -- | -- | -- | -- | -- | ---- | ---- |
| Deportivo Coopsol         | 3  | 1  | 2  | 0  | 4  | 1  | +3   | 5    |
| Universitario de Deportes | 3  | 1  | 1  | 1  | 2  | 3  | -1   | 4    |
| Unión Huaral              | 3  | 0  | 3  | 0  | 3  | 3  | 0    | 3    |
| Carlos A. Mannucci        | 3  | 0  | 2  | 1  | 4  | 6  | -2   | 2    |

| Deportivo Coopsol         | 1 – 1 | Carlos A. Mannucci        | Rómulo Shaw Cisneros  | 22 de junio | 11:30 |
| Unión Huaral              | 0 – 0 | Universitario de Deportes | Segundo Aranda Torres | 24 de junio | 15:30 |
| Deportivo Coopsol         | 3 – 0 | Universitario de Deportes | Segundo Aranda Torres | 30 de junio | 15:30 |
| Carlos A. Mannucci        | 3 – 3 | Unión Huaral              | Mansiche              | 1 de julio  | 20:00 |
| Unión Huaral              | 0 – 0 | Deportivo Coopsol         | Julio Lores Colán     | 6 de julio  | 15:30 |
| Universitario de Deportes | 2 – 0 | Carlos A. Mannucci        | Monumental            | 6 de julio  | 20:00 |

### Grupo D
| Equipo           | PJ | PG | PE | PP | GF | GC | Dif. | Pts. |
| ---------------- | -- | -- | -- | -- | -- | -- | ---- | ---- |
| Los Caimanes     | 3  | 2  | 1  | 0  | 7  | 5  | +2   | 7    |
| Univ. San Martín | 3  | 1  | 2  | 0  | 4  | 2  | +2   | 5    |
| Juan Aurich      | 3  | 1  | 0  | 2  | 5  | 6  | -1   | 3    |
| Pirata           | 3  | 0  | 1  | 2  | 2  | 5  | -3   | 1    |

| Los Caimanes     | 2 – 1 | Pirata FC        | Municipal de la Juventud  | 22 de junio | 11:30 |
| Juan Aurich      | 0 – 2 | Univ. San Martín | Francisco Mendoza Pizarro | 23 de junio | 11:30 |
| Pirata FC        | 1 – 3 | Juan Aurich      | Francisco Mendoza Pizarro | 29 de junio | 11:30 |
| Los Caimanes     | 2 – 2 | Univ. San Martín | Municipal de la Juventud  | 30 de junio | 13:00 |
| Univ. San Martín | 0 – 0 | Pirata FC        | Alberto Gallardo          | 5 de julio  | 13:15 |
| Juan Aurich      | 2 – 3 | Los Caimanes     | César Flores Marigorda    | 7 de julio  | 12:00 |

### Grupo E
| Equipo              | PJ | PG | PE | PP | GF | GC | Dif. | Pts. |
| ------------------- | -- | -- | -- | -- | -- | -- | ---- | ---- |
| Unión Comercio      | 2  | 1  | 1  | 0  | 4  | 0  | +4   | 4    |
| Sport Loreto        | 2  | 1  | 0  | 1  | 2  | 5  | -3   | 3    |
| Alianza Universidad | 2  | 0  | 1  | 1  | 1  | 2  | -1   | 1    |

| Sport Loreto        | 2 – 1 | Alianza Universidad | Aliardo Soria    | 22 de junio | 17:45 |
| Unión Comercio      | 4 – 0 | Sport Loreto        | IPD de Moyobamba | 30 de junio | 11:00 |
| Alianza Universidad | 0 – 0 | Unión Comercio      | Heraclio Tapia   | 6 de julio  | 18:00 |

### Grupo F
| Equipo              | PJ | PG | PE | PP | GF | GC | Dif. | Pts. |
| ------------------- | -- | -- | -- | -- | -- | -- | ---- | ---- |
| Sport Huancayo      | 3  | 3  | 0  | 0  | 7  | 2  | +5   | 9    |
| Deportivo Municipal | 3  | 1  | 1  | 1  | 3  | 4  | -1   | 4    |
| Santos              | 3  | 0  | 2  | 1  | 4  | 6  | -2   | 2    |
| Ayacucho            | 3  | 0  | 1  | 2  | 4  | 6  | -2   | 1    |

| Sport Huancayo      | 2 – 0 | Deportivo Municipal | Huancayo           | 21 de junio | 20:00 |
| Santos FC           | 2 – 2 | Ayacucho FC         | Municipal de Nasca | 23 de junio | 15:30 |
| Santos FC           | 1 – 1 | Deportivo Municipal | Municipal de Nasca | 30 de junio | 15:30 |
| Ayacucho FC         | 1 – 2 | Sport Huancayo      | Ciudad de Cumaná   | 1 de julio  | 15:30 |
| Deportivo Municipal | 2 – 1 | Ayacucho FC         | Miguel Grau        | 5 de julio  | 17:45 |
| Sport Huancayo      | 3 – 1 | Santos FC           | Huancayo           | 6 de julio  | 17:45 |

### Grupo G
| Equipo              | PJ | PG | PE | PP | GF | GC | Dif. | Pts. |
| ------------------- | -- | -- | -- | -- | -- | -- | ---- | ---- |
| Real Garcilaso      | 3  | 3  | 0  | 0  | 8  | 2  | +6   | 9    |
| Cantolao            | 3  | 2  | 0  | 1  | 5  | 4  | +1   | 6    |
| Cienciano           | 3  | 1  | 0  | 2  | 6  | 4  | +2   | 3    |
| Cultural Santa Rosa | 3  | 0  | 0  | 3  | 1  | 10 | -9   | 0    |

| Cienciano           | 1 – 2 | Real Garcilaso      | Inca Garcilaso de la Vega | 21 de junio | 15:00 |
| Cultural Santa Rosa | 1 – 2 | Academia Cantolao   | Los Chankas               | 23 de junio | 15:30 |
| Academia Cantolao   | 2 – 0 | Cienciano           | Miguel Grau               | 29 de junio | 20:00 |
| Cultural Santa Rosa | 0 – 3 | Real Garcilaso      | Los Chankas               | 30 de junio | 15:30 |
| Real Garcilaso      | 3 – 1 | Academia Cantolao   | Inca Garcilaso de la Vega | 5 de julio  | 15:00 |
| Cienciano           | 5 – 0 | Cultural Santa Rosa | Inca Garcilaso de la Vega | 8 de julio  | 15:00 |

### Grupo H
| Equipo         | PJ | PG | PE | PP | GF | GC | Dif. | Pts. |
| -------------- | -- | -- | -- | -- | -- | -- | ---- | ---- |
| Binacional     | 3  | 2  | 0  | 1  | 4  | 2  | +2   | 6    |
| Melgar         | 3  | 1  | 1  | 1  | 5  | 2  | +2   | 4    |
| Alianza Lima   | 3  | 1  | 1  | 1  | 4  | 5  | -1   | 4    |
| Sport Victoria | 3  | 1  | 0  | 2  | 3  | 8  | -5   | 3    |

| FBC Melgar           | 0 – 1 | Deportivo Binacional | Monumental de la UNSA        | 22 de junio | 20:00 |
| Sport Victoria       | 0 – 2 | Alianza Lima         | José Picasso Peratta         | 23 de junio | 15:00 |
| Sport Victoria       | 3 – 2 | Deportivo Binacional | José Picasso Peratta         | 29 de junio | 11:30 |
| Alianza Lima         | 1 – 1 | FBC Melgar           | Miguel Grau                  | 30 de junio | 17:45 |
| Deportivo Binacional | 4 – 1 | Alianza Lima         | Guillermo Briceño Rosamedina | 5 de julio  | 15:30 |
| FBC Melgar           | 4 – 0 | Sport Victoria       | Monumental de la UNSA        | 5 de julio  | 20:00 |

## Fase final
Las fases finales se componen de cuatro etapas: octavos de final, cuartos de final, semifinales y final. Se disputarán por eliminación directa a partido único en octavos, cuartos y final; mientras que en las semifinales, son series a partidos de ida y vuelta.
|  | Octavos de final          | Octavos de final |                           |                        | Cuartos de final | Cuartos de final |  |                   | Semifinales | Semifinales | Semifinales | Semifinales |  |                    | Final | Final |  |
|  |                           |                  |                           |                        |                  |                  |  |                   |             |             |             |             |  |                    |       |       |  |
|  |                           |                  |                           |                        |                  |                  |  |                   |             |             |             |             |  |                    |       |       |  |
|  | Deportivo Coopsol (p.)    | 1 (5)            |                           |                        |                  |                  |  |                   |             |             |             |             |  |                    |       |       |  |
|  | Deportivo Coopsol (p.)    | 1 (5)            |                           |                        |                  |                  |  |                   |             |             |             |             |  |                    |       |       |  |
|  | Univ. San Martín          | 1 (3)            |                           |                        |                  |                  |  |                   |             |             |             |             |  |                    |       |       |  |
|  | Univ. San Martín          | 1 (3)            |                           | Deportivo Coopsol (p.) | 1 (4)            |                  |  |                   |             |             |             |             |  |                    |       |       |  |
|  |                           |                  |                           | Deportivo Coopsol (p.) | 1 (4)            |                  |  |                   |             |             |             |             |  |                    |       |       |  |
|  |                           |                  | Universitario de Deportes | 1 (3)                  |                  |                  |  |                   |             |             |             |             |  |                    |       |       |  |
|  | Los Caimanes              | 0                | Universitario de Deportes | 1 (3)                  |                  |                  |  |                   |             |             |             |             |  |                    |       |       |  |
|  | Los Caimanes              | 0                |                           |                        |                  |                  |  |                   |             |             |             |             |  |                    |       |       |  |
|  | Universitario de Deportes | 2                |                           |                        |                  |                  |  |                   |             |             |             |             |  |                    |       |       |  |
|  | Universitario de Deportes | 2                |                           |                        |                  |                  |  | Deportivo Coopsol | 1           | 1           | 2           |             |  |                    |       |       |  |
|  |                           |                  |                           |                        |                  |                  |  | Deportivo Coopsol | 1           | 1           | 2           |             |  |                    |       |       |  |
|  |                           |                  | Atlético Grau             | 3                      | 4                | 7                |  |                   |             |             |             |             |  |                    |       |       |  |
|  | Atlético Grau (p.)        | 2 (7)            | Atlético Grau             | 3                      | 4                | 7                |  |                   |             |             |             |             |  |                    |       |       |  |
|  | Atlético Grau (p.)        | 2 (7)            |                           |                        |                  |                  |  |                   |             |             |             |             |  |                    |       |       |  |
|  | UTC                       | 2 (6)            |                           |                        |                  |                  |  |                   |             |             |             |             |  |                    |       |       |  |
|  | UTC                       | 2 (6)            |                           | Atlético Grau (p.)     | 1 (5)            |                  |  |                   |             |             |             |             |  |                    |       |       |  |
|  |                           |                  |                           | Atlético Grau (p.)     | 1 (5)            |                  |  |                   |             |             |             |             |  |                    |       |       |  |
|  |                           |                  | Sporting Cristal          | 1 (3)                  |                  |                  |  |                   |             |             |             |             |  |                    |       |       |  |
|  | Sport Boys                | 2 (3)            | Sporting Cristal          | 1 (3)                  |                  |                  |  |                   |             |             |             |             |  |                    |       |       |  |
|  | Sport Boys                | 2 (3)            |                           |                        |                  |                  |  |                   |             |             |             |             |  |                    |       |       |  |
|  | Sporting Cristal (p.)     | 2 (4)            |                           |                        |                  |                  |  |                   |             |             |             |             |  |                    |       |       |  |
|  | Sporting Cristal (p.)     | 2 (4)            |                           |                        |                  |                  |  |                   |             |             |             |             |  | Atlético Grau (p.) | 0 (4) |       |  |
|  |                           |                  |                           |                        |                  |                  |  |                   |             |             |             |             |  | Atlético Grau (p.) | 0 (4) |       |  |
|  |                           |                  | Sport Huancayo            | 0 (3)                  |                  |                  |  |                   |             |             |             |             |  |                    |       |       |  |
|  | Sport Loreto              | 0                | Sport Huancayo            | 0 (3)                  |                  |                  |  |                   |             |             |             |             |  |                    |       |       |  |
|  | Sport Loreto              | 0                |                           |                        |                  |                  |  |                   |             |             |             |             |  |                    |       |       |  |
|  | Sport Huancayo            | 4                |                           |                        |                  |                  |  |                   |             |             |             |             |  |                    |       |       |  |
|  | Sport Huancayo            | 4                |                           | Sport Huancayo         | 4                |                  |  |                   |             |             |             |             |  |                    |       |       |  |
|  |                           |                  |                           | Sport Huancayo         | 4                |                  |  |                   |             |             |             |             |  |                    |       |       |  |
|  |                           |                  | Deportivo Municipal       | 0                      |                  |                  |  |                   |             |             |             |             |  |                    |       |       |  |
|  | Unión Comercio            | 1                | Deportivo Municipal       | 0                      |                  |                  |  |                   |             |             |             |             |  |                    |       |       |  |
|  | Unión Comercio            | 1                |                           |                        |                  |                  |  |                   |             |             |             |             |  |                    |       |       |  |
|  | Deportivo Municipal       | 2                |                           |                        |                  |                  |  |                   |             |             |             |             |  |                    |       |       |  |
|  | Deportivo Municipal       | 2                |                           |                        |                  |                  |  | Sport Huancayo    | 2           | 0           | 2           |             |  |                    |       |       |  |
|  |                           |                  |                           |                        |                  |                  |  | Sport Huancayo    | 2           | 0           | 2           |             |  |                    |       |       |  |
|  |                           |                  | Cantolao                  | 0                      | 0                | 0                |  |                   |             |             |             |             |  |                    |       |       |  |
|  | Cantolao (p.)             | 3 (3)            | Cantolao                  | 0                      | 0                | 0                |  |                   |             |             |             |             |  |                    |       |       |  |
|  | Cantolao (p.)             | 3 (3)            |                           |                        |                  |                  |  |                   |             |             |             |             |  |                    |       |       |  |
|  | Binacional                | 3 (2)            |                           |                        |                  |                  |  |                   |             |             |             |             |  |                    |       |       |  |
|  | Binacional                | 3 (2)            |                           | Cantolao               | 1                |                  |  |                   |             |             |             |             |  |                    |       |       |  |
|  |                           |                  |                           | Cantolao               | 1                |                  |  |                   |             |             |             |             |  |                    |       |       |  |
|  |                           |                  | Real Garcilaso            | 0                      |                  |                  |  |                   |             |             |             |             |  |                    |       |       |  |
|  | Melgar                    | 1                | Real Garcilaso            | 0                      |                  |                  |  |                   |             |             |             |             |  |                    |       |       |  |
|  | Melgar                    | 1                |                           |                        |                  |                  |  |                   |             |             |             |             |  |                    |       |       |  |
|  | Real Garcilaso            | 2                |                           |                        |                  |                  |  |                   |             |             |             |             |  |                    |       |       |  |
|  | Real Garcilaso            | 2                |                           |                        |                  |                  |  |                   |             |             |             |             |  |                    |       |       |  |
|  |                           |                  |                           |                        |                  |                  |  |                   |             |             |             |             |  |                    |       |       |  |

- Nota: En las llaves a un partido el equipo que ocupa la primera línea es el que juega como local y en las llaves a dos partidos, es el que abre la serie como local.

### Octavos de final
| 10 de agosto de 2019, 11:00 | Academia Cantolao                             | 3:3 (1:1) (3:2 p.)         | Deportivo Binacional                          | Estadio Miguel Grau, Callao |                        |
|                             | Labarthe 17' 61' (pen.) · Rengifo 87'         | Reporte                    | Zeta 30' · Millán 77' (pen.) 89'              | Árbitro(s): Diego Haro      | Árbitro(s): Diego Haro |
|                             |                                               | Tiros desde el punto penal |                                               |                             |                        |
|                             | Salas · Labarthe · Ramírez · Pizarro · Atoche |                            | Aubert · Polar · Collazos · Guachiré · Millán |                             |                        |

| 10 de agosto de 2019, 13:30 | Unión Comercio | 1:2 (0:2) | Deportivo Municipal   | Estadio IPD de Moyobamba, Moyobamba |                          |
|                             | Rentería 49'   | Reporte   | Bogado 35' 44' (pen.) | Árbitro(s): Joel Alarcón            | Árbitro(s): Joel Alarcón |

| 10 de agosto de 2019, 16:00 | FBC Melgar           | 1:2 (0:1) | Real Garcilaso                | Estadio Monumental de la UNSA, Arequipa |                              |
|                             | Vidales 90+1' (pen.) | Reporte   | Souza 30' (pen.) · Míguez 84' | Árbitro(s): Augusto Menéndez            | Árbitro(s): Augusto Menéndez |

| 10 de agosto de 2019, 20:00 | Sport Loreto | 0:4 (0:2) | Sport Huancayo                                 | Estadio Aliardo Soria, Pucallpa  |                                  |
|                             |              | Reporte   | Neumann 21' 84' · Maldonado 32' · Valverde 89' | Árbitro(s): Alejandro Villanueva | Árbitro(s): Alejandro Villanueva |

| 11 de agosto de 2019, 11:00 | Deportivo Coopsol                            | 1:1 (0:0) (5:3 p.)         | Univ. San Martín               | Estadio Segundo Aranda Torres, Huacho |                        |
|                             | Gutiérrez 66'                                | Reporte                    | Escobar 75'                    | Árbitro(s): Luis Garay                | Árbitro(s): Luis Garay |
|                             |                                              | Tiros desde el punto penal |                                |                                       |                        |
|                             | Pérez · Silva · Seminario · Gutiérrez · Kahn |                            | Escobar · Oliva · Bazán · Vega |                                       |                        |

| 11 de agosto de 2019, 13:30 | Atlético Grau                                                    | 2:2 (0:0) (7:6 p.)         | UTC                                                              | Estadio Municipal de Bernal, Sechura |                             |
|                             | Neira 67' · Aponzá 82'                                           | Reporte                    | Almirón 83' · Martínez 89'                                       | Árbitro(s): Wilder Espinoza          | Árbitro(s): Wilder Espinoza |
|                             |                                                                  | Tiros desde el punto penal |                                                                  |                                      |                             |
|                             | Yglesias · Marina · Neira · Aponzá · Torres · Acasiete · Huaccha |                            | Almirón · Martínez · Ciucci · Estrada · Deza · Quintero · Segura |                                      |                             |

| 11 de agosto de 2019, 16:00 | Los Caimanes | 0:2 (0:2) | Universitario de Deportes      | Estadio Francisco Mendoza Pizarro, Olmos |                          |
|                             |              | Reporte   | Corzo 14' · Hohberg 38' (pen.) | Árbitro(s): José Mendoza                 | Árbitro(s): José Mendoza |

| 12 de agosto de 2019, 20:00 | Sport Boys                                       | 2:2 (0:1) (3:4 p.)         | Sporting Cristal                            | Estadio Miguel Grau, Callao |                          |
|                             | Gonzales 46' · Peralta 71' (pen.)                | Reporte                    | Pacheco 35' · Távara 63'                    | Árbitro(s): Kevin Ortega    | Árbitro(s): Kevin Ortega |
|                             |                                                  | Tiros desde el punto penal |                                             |                             |                          |
|                             | Urquiaga · Gonzales · Mondragón · Ross · Peralta |                            | Ortiz · Palacios · Cazulo · Merlo · Lobatón |                             |                          |

### Cuartos de final
| 3 de septiembre de 2019, 13:30 | Atlético Grau                                        | 1:1 (1:0) (5:3 p.)         | Sporting Cristal                   | Estadio Municipal de Bernal, Sechura |                          |
|                                | Huaccha 11'                                          | Reporte                    | Lobatón 86' (pen.)                 | Árbitro(s): Kevin Ortega             | Árbitro(s): Kevin Ortega |
|                                |                                                      | Tiros desde el punto penal |                                    |                                      |                          |
|                                | Yglesias · Céspedes · Acasiete · Labrín · Etchemaite |                            | Ortiz · Palacios · Cazulo · Távara |                                      |                          |

| 4 de septiembre de 2019, 15:00 | Deportivo Coopsol                                                      | 1:1 (0:1) (4:3 p.)         | Universitario de Deportes                                             | Estadio Segundo Aranda Torres, Huacho |                         |
|                                | Gutiérrez 49' (pen.)                                                   | Reporte                    | Guarderas 17'                                                         | Árbitro(s): Jorge Panta               | Árbitro(s): Jorge Panta |
|                                |                                                                        | Tiros desde el punto penal |                                                                       |                                       |                         |
|                                | Silva · Seminario · Arana · Mayora · Gutiérrez · Danny Kong · Bernaola |                            | Quina · Cabanillas · Guarderas · Barco · Hohberg · Osorio · Olascuaga |                                       |                         |

| 4 de septiembre de 2019, 20:00 | Sport Huancayo                                    | 4:0 (1:0) | Deportivo Municipal | Estadio Huancayo, Huancayo |                        |
|                                | Ross 38' · Neumann 76' · Peña 86' · Benítez 90+3' | Reporte   |                     | Árbitro(s): Luis Garay     | Árbitro(s): Luis Garay |

| 5 de septiembre de 2019, 15:00 | Academia Cantolao | 1:0 (0:0) | Real Garcilaso | Estadio Miguel Grau, Callao |                          |
|                                | La Torre 90+4'    | Reporte   |                | Árbitro(s): José Mendoza    | Árbitro(s): José Mendoza |

### Semifinales
| 25 de septiembre de 2019, 15:30 | Deportivo Coopsol | 1:3 (1:0) | Atlético Grau                       | Estadio Segundo Aranda Torres, Huacho |                          |
|                                 | Pérez 43'         | Reporte   | Huaccha 53' · Aponzá 59' 73' (pen.) | Árbitro(s): José Mendoza              | Árbitro(s): José Mendoza |

| 17 de octubre de 2019, 13:30 | Atlético Grau                            | 4:1 (1:1) | Deportivo Coopsol | Estadio Municipal de Bernal, Sechura |                              |
|                              | Aponzá 10' 70' · Huaccha 56' · Neira 86' | Reporte   | Pérez 21' (pen.)  | Árbitro(s): Michael Espinoza         | Árbitro(s): Michael Espinoza |

| 25 de septiembre de 2019, 20:00 | Sport Huancayo         | 2:0 (2:0) | Academia Cantolao | Estadio Huancayo, Huancayo |                           |
|                                 | Neumann 18' 42' (pen.) | Reporte   |                   | Árbitro(s): Edwin Ordóñez  | Árbitro(s): Edwin Ordóñez |

| 16 de octubre de 2019, 20:00 | Academia Cantolao | 0:0     | Sport Huancayo | Estadio Miguel Grau, Callao |                           |
|                              |                   | Reporte |                | Árbitro(s): José Martínez   | Árbitro(s): José Martínez |

### Final
| 7 de noviembre de 2019, 20:00 (UTC-5) | Atlético Grau                                | 0:0 (t. s.)(4:3 p.)        | Sport Huancayo                                     | Estadio Miguel Grau, Callao |                           |
|                                       |                                              | Reporte                    |                                                    | Árbitro(s): Edwin Ordóñez   | Árbitro(s): Edwin Ordóñez |
|                                       |                                              | Tiros desde el punto penal |                                                    |                             |                           |
|                                       | Yglesias · Céspedes · Acasiete · Neira · Sen |                            | Valverde · Aparicio · Corrales · Neumann · Morales |                             |                           |

|                       |
| Campeón Atlético Grau |
| 1.er título           |

|               |
| Campeón       |
| Atlético Grau |
| 1.er título   |

## Datos y estadísticas

### Goleadores
| Jugador         | Equipo              | Goles | PJ |
| --------------- | ------------------- | ----- | -- |
| Carlos Neumann  | Sport Huancayo      | 6     | 7  |
| Steven Aponzá   | Atlético Grau       | 5     | 6  |
| Jeremías Bogado | Deportivo Municipal | 4     | 5  |
| Danilo Carando  | Real Garcilaso      | 4     | 5  |
| Ronal Huaccha   | Atlético Grau       | 4     | 8  |

### Asistentes
| Jugador             | Equipo           | Asistencias | PJ |
| ------------------- | ---------------- | ----------- | -- |
| Cristian Souza      | Real Garcilaso   | 3           | 5  |
| Carlos Ross         | Sport Huancayo   | 3           | 7  |
| Gerson Barreto      | Cantolao         | 2           | 2  |
| Patricio Arce       | Sporting Cristal | 2           | 3  |
| Jean Franco Falconí | Santos           | 2           | 3  |
| Brahyan Montenegro  | Juan Aurich      | 2           | 3  |
| Juan Pablo Vergara  | Binacional       | 2           | 3  |
| Bernardo Cuesta     | Melgar           | 2           | 4  |
| Alfredo Ramúa       | Real Garcilaso   | 2           | 4  |
| Jorge Cazulo        | Sporting Cristal | 2           | 5  |
| Marcos Lliuya       | Sport Huancayo   | 2           | 7  |
| Marcio Valverde     | Sport Huancayo   | 2           | 8  |